# Lij Iyasu
Lij Iyasu ou Iyasu V (amárico; ልጅ ኢኛ; 4 de novembro de 1895 - 25 de novembro de 1935) foi o imperador da Etiópia de forma cerimonial entre 1913 e 1916, sem nunca ter sido formalmente coroado. Foi deposto e excomungado pela Igreja Ortodoxa Etíope após suspostamente ter se convertido ao islamismo. 

## Biografia

### Primeiros anos
Iyasu nasceu em 4 de fevereiro de 1895, em Dessie, província de Wollo, na Etiópia. Era filho de Mikael Ali, rás da província Wollo e de Woizero Shewaregga Menelik, filho mais velha do imperador Menelique II. Ele foi criado primeiramente na corte de seu pai, em Wollo, mas aos sete anos foi para corte imperial de seu avô e designado como herdeiro em 1909. 

### Reinado
Com sucessivas tentativas de golpes de Estado e rebeliões internas, o velho imperador Menelique II acaba morrendo em 1913. Devido a minoridade de Iyasu, ele não pode ser coroado e o país foi governador pelo conselho de regência. Nesse meio tempo muitas rebeliões e instabilidades ocorreram no país, que também foi palco de grande imigração de muçulmanos vindos do Sudão e Somália. Sua simpatia com a causa muçulmana em Harar fez dele muito impopular e visto como incapaz de reinar. No contexto da Primeira Guerra Mundial, ele desejava um aproximação da Etiópia com a Tríplice Aliança (Alemanha, Áustria-Hungria e Rússia) em oposição a Triplice Entente (Reino Unido, França e Itália), que na época dominavam colônias próximas a Etiópia e que influenciavam muitos povos dentro da isolada nação amárica. Sua posição gerou desconfiança internacional de britânicos, franceses e italianos. 
Em 27 de setembro de 1916, ocorreu a festa cristã de Meskel, na capital Adis Abeba, que Iyasu não participou por estar em Harar na presença de muçulmanos. Seu ato foi abominado pela Igreja Ortodoxa, acreditando em sua conversão os islã. Por este motivo, ele foi excomungado por apostasía. Na mesma época seu pai Mikael é morto em batalha e Iyasu teve de viver escondido em Harar durante anos. Foi assassinado em novembro de 1935, provavelmente a mando do governo. Com sua deposição sua tia Zauditu tornou-se imperatriz e seu primo Tafari Makonnen regente. 